# فریمن واکر
فریمن واکر (به انگلیسی: Freeman Walker) سناتور سابق عضو حزب دموکرات-جمهوری‌خواه بود. وی در سال ۱۸۱۹ تا ۱۸۲۱ میلادی سناتور ایالت جورجیا در سنای ایالات متحده آمریکا بود.